# Eosipterus
Eosipterus ("rané nebo východní křídlo") byl rod ptakoještěra z čeledi Ctenochasmatidae, žijící v období rané křídy v provincii Liao-ning na území dnešní severovýchodní Číny. Jediný popsaný druh E. yangi je známý podle nekompletní kostry, postrádající lebku a krční obratle.

## Popis
Rozpětí křídel činilo u tohoto druhu zhruba 1,2 metru, jednalo se tedy o menší druh ptakoještěra. Stehenní kost je dlouhá 6 cm. Materiál, označovaný jako GMV 2117 byl formálně popsán čínskými paleontology v roce 1997.

## V populární kultuře
Rod Eosipterus se objevuje také v jednom díle televizního dokumentu Prehistorický park (Prehistoric Park). Hejno těchto ptakoještěrů v něm rybaří v pravěkém jezeře.